# エンヤ (哨戒艦)
エンヤ（LÉ Eithne, P31）とは、アイルランド海軍の哨戒艦であり|艦名の由来はケルト神話に登場するフォモール族の魔神バロールの娘エスリンの呼び名より。
同国海軍艦艇で唯一ヘリコプターの発着・格納設備を有している艦であり、ヘリコプター甲板にはハープーン着艦拘束装置が備えられている。また安定性確保のため、デニー・ブラウン社製の隠顕式フィンスタビライザーを備えている。なお搭載艇としては、7.3メートル型交通艇（Crew boat）と5.5メートル型監視艇を1隻ずつのほか、エイボン・シーレイダー複合艇も搭載できる。
本艦はアイルランド海軍の旗艦を務めた。当初は2番艦の建造も計画されていたが、造船所が1983年に閉鎖されたために延期された。
2022年7月7日、他2隻の哨戒艦と共に退役した。